# Monte Ermada
Il monte Ermada (esiste anche la grafia Hermada, altri nomi Monte Cerreto o Monte Querceto; in sloveno Grmada) è una modesta collina del Carso Triestino posta a cesura della provincia di Trieste nella sua parte nord-occidentale, all'interno del comune di Duino-Aurisina. Nella sua massima altezza di 323 metri, è in realtà composta da una serie di cime tra loro vicine, che formano un massiccio blocco facilmente riconoscibile dalla pianura monfalconese e dal mare del golfo di Trieste. Le sue propaggini orientali sono in territorio sloveno.
Dalla punta più alta procedendo in senso antiorario si trovano le cime Jastreb (289 m), Goljak (278 m), Monte Ermada di Nord Ovest (Grižnik) (225 m), Ermada di Sud Ovest (Vrh Griže, 280 m), Cocco (Na Kokem, 280 m), Frščak (che rappresenta la propaggine più meridionale, 235 m), Ter (281 m), Castelliere del Monte Ermada Inferiore (Gabrnjak) (297 m), Dosso Petrinia (Veliki Škrnjak) (201 m), Dosso Petrinia inferiore (Mali Škrnjak) (167 m) e Lisičji Vrh (294 m). Tali cime racchiudono al loro interno una piccola zona valliva caratterizzata da alcune doline, anche di grandi dimensioni come quella detta del Principe. Nell'area si trovano anche alcuni stagni carsici. Più isolata la cima Ermada di Nord Est/Castelliere di Ceroglie (Ostri Vrh 215 m).
Ai piedi del monte Ermada sorge l'abitato di Ceroglie.

## Storia
Nella valle, che si trova tra il monte Ermada e il monte Gredina (246 m), giaceva la strada romana via Gemina che, passando per San Giovanni di Duino e Medeazza, collegava Aquileia e Lubiana. Posto di osservazione ideale verso la pianura friulana, l'Alto Adriatico e il Carso, la sua cima venne abitata già in epoche remote. Testimonianza di queste presenze sono i resti dei castellieri rinvenuti sulle sue propaggini.
Durante le battaglie dell'Isonzo della prima guerra mondiale fu baluardo inespugnabile dell'esercito austro-ungarico a difesa di Trieste.
I resti delle trincee e dei camminamenti militari sono ancora oggi visibili lungo i suoi fianchi.
Alcune delle battaglie che qui si svolsero sono descritte nel libro di Fritz Weber Tappe della disfatta.

## Intitolazioni
La città di Torino ha intitolato una piazza al monte Hermada nella zona precollinare torinese. Lo stesso hanno fatto le città di Cagliari, Civitanova Marche, Genova, Mantova, Milano, Pisa, Varese, Trieste, Pesaro, Venezia, Sassuolo, Prato, Santa Marinella e Fiumicino, con intitolazione di vie all'interno dei rispettivi comuni.
Una delle frazioni del comune di Terracina, in provincia di Latina, è stata chiamata Borgo Hermada in memoria dei combattimenti durante la Grande guerra.